# Квінкункс
Квінкункс (лат. Quincunx) — бронзова монета, яку карбували у часи Римської республіки.

## Опис

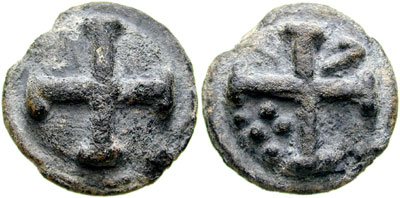
Монета квінкунс

Квінкункс карбували лише під час Другої пунічної війни (218 — 204 до н. е.). Монета не входила до звичайної грошової системи Римської республіки і карбувалась на копальнях Luceria, Teate, Larinum та півночі Апулії.
Слово Квінкункс (Quincunx) походить від латинських слів quinque (п'ять) та uncia — одна дванадцята. Таким чином її вартість була 5/12 аса (одна лібра), або п'ять унцій. Цю вартість також позначено символами (п'ять крапок) на аверсі монети.

## Історичне походження назви

Португальський щит

Квінкунс спочатку був монетою, випущеною Римською республікою бл. – рр. до н. е., вартість якої становила п'ять дванадцятих (квінке та унція) аса, стандартної римської бронзової монети. На римських монетах квінкунс вартість іноді позначалася візерунком із п'яти крапок або кульок. Однак ці крапки не завжди розташовувалися п'ятірковою схемою.

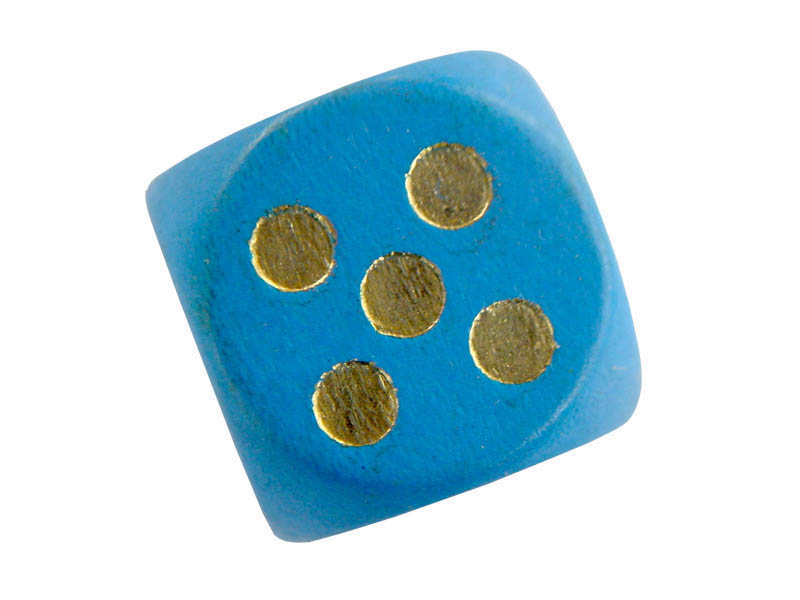
Квінкункс точок на грані гральної кісточки.

Оксфордський словник англійської мови (OED) датує перші появи латинського слова в англійській мові як 1545 і 1574 роки ("у значенні 'п'ять дванадцятих фунта або як; тобто 100 старих пенсів). Перше посилання на геометричне значення, як «візерунок, який використовується для посадки дерев», датується 1606 роком. OED також цитує посилання 1647 року на німецького астронома Кеплера для астрономічного/астрологічного значення, кут 5/12 цілого кола. Коли це слово використовується для опису схеми насадження дерев, воно також може стосуватися груп із більше ніж п'яти дерев, розташованих у квадратній сітці, але вирівняних по діагоналі до розмірів навколишньої ділянки землі; однак у цій статті розглядаються лише п'ятиточкові шаблони, а не їх поширення на більші квадратні сітки.
Квінкункс ([ˈkwɪn.kʌŋks]) — це геометричний візерунок, що складається з п'яти точок, розташованих хрестом, чотири з яких утворюють квадрат або прямокутник, а п'ята — у його центрі. Той самий візерунок має й інші назви, зокрема «у сальтирі» або «в хресті» в геральдиці (залежно від орієнтації зовнішнього квадрата), трафарет із п'ятьма точками в числовому аналізі та татуювання з п'ятьма крапками. Він утворює розташування з п'яти елементів у візерунку, що відповідає п'ятикрапці на шестигранних кубиках, гральних картах і доміно. Він представлений у Юнікоді як U+2059 ⁙ П'ЯТЬ КРАПОК ПУНКТУАЦІЯ або (для шаблону кубика) U+2684 ⚄ DIE FACE-5.